# Sanja Vujović
Sanja Vujović (született: Damnjanović, Belgrád, 1987. május 25. –) szerb válogatott kézilabdázó, balátlövő, a román Minaur Baia Mare játékosa.

## Pályafutása

### Klubcsapatokban
1999-ben kezdett kézilabdázni az RK Zemunnál, de hazájában játszott a Radnički és a ŽRK Niš csapataiban is. 2008-ban szerződött a szlovén Krim Ljubljanához, ahol bajnoki címet és kupagyőzelmet ünnepelhetett. Egy szezon elteltével visszatért Szerbiába és a Zaječar játékosa lett. Kétszer nyert bajnoki címet a klubbal, ezt követően pedig 2011 nyarán a horvát élvonalban szereplő Podravka Koprivnica igazolta le. Két idényt töltött Horvátországban, és újabb bajnoki címet szerzett. A 2013–14-es szezont megelőzően a dán Viborghoz szerződött,  akikkel megnyerte a Kupagyőztesek Európa-kupáját. 2015 és 2017 között a szkopjei ŽRK Vardar játékosa volt, két-két bajnoki címet és kupagyőzelmet ünnepelhetett a klubnál töltött ideje alatt. 2017 nyarán a Siófok KC szerződtette, azonban 2018 februárjától szüneteltette gyermekáldás miatt pályafutását. A 2019–2020-as szezont megelőzően a montenegrói Budućnost Podgoricához írt alá.

### A válogatottban
A szerb válogatottban 117 alkalommal lépett pályára és 311 gólt szerzett. Részt vett a 2006-os, 2008-as, 2010-es és 2012-es Európa bajnokságon. Utóbbi tornán beválasztották az All Star-csapatba, csakúgy, mint az egy évvel később rendezett világbajnokságon, ahol ezüstérmet nyert a nemzeti csapattal.

## Magánélete
Házas, férje a montenegrói válogatott Stevan Vujović.

## Sikerei, díjai
Krim Ljubljana
- Szlovén bajnok: 2009
- Szlovén Kupa-győztes: 2009

RK Zaječar
- Szerb bajnok: 2010, 2011
- Szerb Kupa-győztes: 2010, 2011

Podravka Koprivnica
- Horvát bajnok: 2012, 2013
- Horvát Kupa-győztes: 2012, 2013

Viborg
- Dán bajnok: 2014
- Dán Kupa-győztes: 2014
- Kupagyőztesek Európa-kupája-győztes: 2014

Egyéni elismerései
- A 2012-es Európa-bajnokság All Star-csapatának tagja
- A 2013-as világbajnokság All Star-csapatának tagja